# NGC 3301
NGC 3301 (NGC 3760) é uma galáxia espiral barrada (SB0-a) localizada na direcção da constelação de Leo. Possui uma declinação de +21° 52' 54" e uma ascensão recta de 10 horas, 36 minutos e 55,8 segundos.
A galáxia NGC 3301 foi descoberta em 12 de Março de 1784 por William Herschel.